# 율리스 윌리엄스
율리스 윌리엄스(Ulis Williams, 1941년 10월 24일 ~ )는 전 미국의 육상 선수로 1964년 도쿄 올림픽 1600m 릴레이 금메달리스트이다. 후에 캘리포니아주 콤프턴에서 콤프턴 커뮤니티 칼리지의 학장(1996~2005)을 지냈다.
미시시피주 홀런데일에서 태어난 윌리엄스는 440 야드에서 2회의 AAU 선수권 타이틀(1962, 1963)을 석권하였으며, 1962년에는 트랙 앤드 필드 뉴스에 의하여 "올해의 고등학교 선수"로 선정되었다.
애리조나 주립 대학교에 입학 후, NCAA 선수권에서 440 야드(1963)와 400m(1964)를 우승하였다.
도쿄 올림픽에서 400m 5위를 하다가, 올랜 캐셀, 마이크 래러비, 헨리 카와 함께 1600m 릴레이의 일원으로서 세계 기록 3분 00.7초와 우승하였다.
육상 경력을 마치고, 1996년 콤프턴 커뮤니티 칼리지의 학장이 될 때까지 거기서 거의 30년 동안 일하였다.